# Amarawati, Lingsugur
Amarawati là một làng thuộc tehsil Lingsugur, huyện Raichur, bang Karnataka, Ấn Độ.